# Kaskadeffekt
En kaskadeffekt är en, ofta oförutsedd, händelsekedja beroende på en starthandling i ett system. Om det finns en möjlighet att kaskadeffekten har negativ påverkan på systemet är det möjligt att analysera effekten med hjälp av en konsekvensanalys eller en sårbarhetsanalys enligt den kvantitativa definitionen av sårbarhet. Kaskadeffekter visualiseras vanligen i trädstrukturer, så kallade händelseträd.